# رودی هوبنر
رودی هوبنر (انگلیسی: Rudi Hübner؛ زادهٔ ۱۵ ژوئن ۱۹۸۶) بازیکن فوتبال اهل آلمان است.
از باشگاه‌هایی که در آن بازی کرده‌است می‌توان به باشگاه فوتبال دارمشتات ۹۸ و باشگاه فوتبال اشبورن ۱ اشاره کرد.